# Нитрид кремния
Нитрид кремния (четырёхазотистый трехкремний) — бинарное неорганическое химическое соединение, представляющее собой соединение кремния и азота. Химическая формула — {\displaystyle {\mathsf {Si_{3}N_{4}}}}.

## Свойства
Нитрид кремния обладает полезными для многих применений механическими и физико-химическими свойствами. Благодаря нитридкремниевой связи значительно улучшаются эксплуатационные свойства огнеупоров на основе карбида кремния, периклаза, форстерита и т. п. Огнеупоры на нитридной связке обладают высокой термо- и износостойкостью, имеют превосходную стойкость к растрескиванию, а также воздействию кислот, щелочей, агрессивных расплавов и паров металлов.

### Физические
Керамика из нитрида кремния имеет высокую прочность в широком диапазоне температур, умеренную теплопроводность, низкий коэффициент теплового расширения, умеренно-высокий коэффициент упругости и необычайно высокую, для керамики, вязкость разрушения. Такое сочетание свойств приводит к отличной тепловой ударостойкости, способности выдерживать высокие нагрузки при высоких температурах, сохраняя превосходную износостойкость. Благодаря своему низкому удельному весу, кристаллический нитрид кремния хорошо подходит для протезирования человеческих костей.
По сравнению с диоксидом кремния, нитрид в аморфном состоянии имеет более высокую концентрацию электронных и дырочных ловушек (около 1019 см−3), причём эти ловушки являются относительно глубокими (около 1,5 эВ). Это позволяет использовать нитрид кремния в качестве эффективного запоминающего устройства: инжектированные в него электроны и дырки локализуются (захватываются) ловушками и могут находиться в них в течение порядка 10 лет при температуре 85 °C.
Также по сравнению с оксидом нитрид кремния обладает высокой диэлектрической проницаемостью (около 7, в то время как у SiO2 — 3,9), поэтому он используется в ряде устройств в качестве изолятора.

### Химические
Кремния нитрид не взаимодействует с азотной, серной и соляной кислотами, слабо реагирует с ортофосфорной кислотой и интенсивно с фтористоводородной кислотой. Разлагается расплавами щелочей, оксидов и карбонатов щелочных металлов. Не взаимодействует с хлором до 900 °C, с сероводородом — до 1000 °C, с водородом — до 1200 °C. С расплавами Al, Pb, Sn, Zn, Bi, Cd, Cu — не реагирует; с переходными металлами образует силициды, с оксидами металлов выше 1200 °C — силикаты. Окисление нитрида кремния на воздухе начинается выше 900 °C.

## Обработка
Изделия из нитрида кремния получают спеканием при высоких температурах, горячим прессованием, пиролизом соединений кремния. Высококачественные изделия получаются с помощью спекания в газостатических установках под высоким давлением в присутствии азота.
Нитрид кремния трудно получить в качестве единого материала из-за того что он не может быть нагрет более 1850 °C — это значительно ниже температуры плавления (кремний и азот диссоциируют). Таким образом применение обычного термического метода спекания (англ. hot press sintering) является проблематичным. Склеивание порошкообразного нитрида кремния может быть достигнуто при более низких температурах путём добавления дополнительных материалов, которые обычно улучшают уровень спекания. Альтернативой является метод использования искрового плазменного спекания (Spark Plasma Sintering) , где нагрев осуществляется очень быстро (в секундах); где импульсы электрического тока проходят через спрессованный заранее порошок. Плотные изделия из нитрида кремния были получены этим методом при температурах 1500—1700 °C.

## Свойства кристаллических модификаций

Голубые атомы — азот, серые — кремний
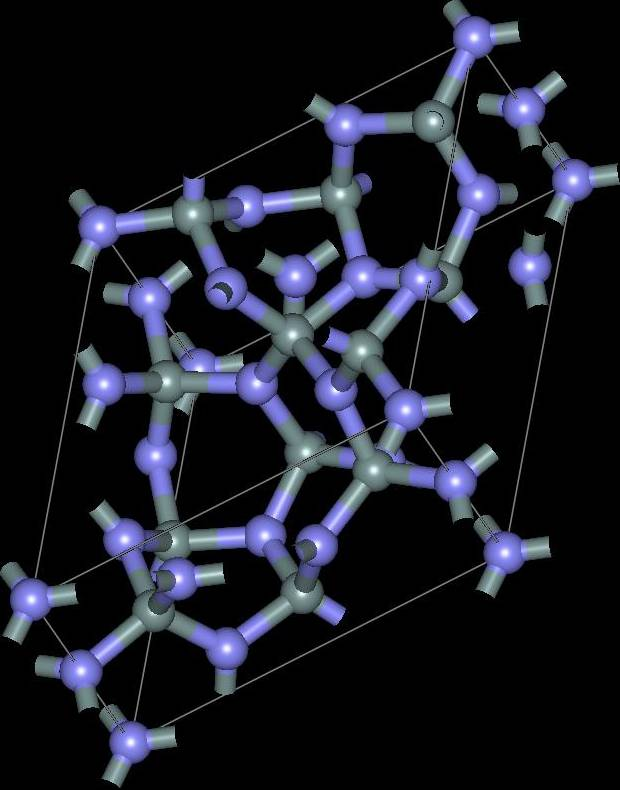
тригональная α-Si3N4
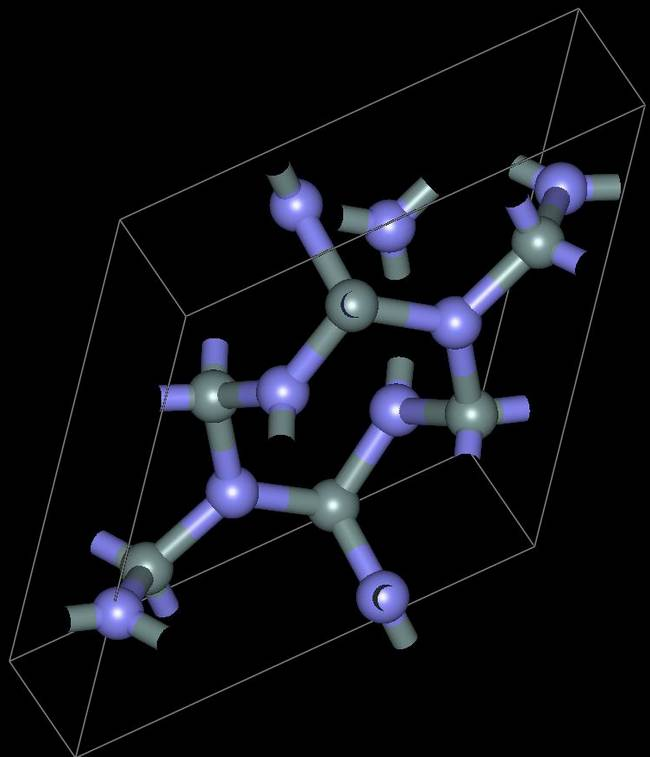
гексагональная β-Si3N4
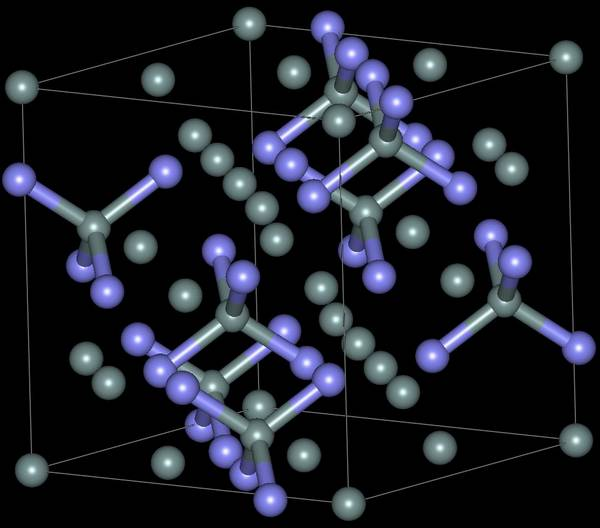
кубическая γ-Si3N4

Существуют три кристаллографические структуры нитрида кремния, названные α, β и γ. Α и β фазы являются наиболее распространёнными формами нитрида кремния, могут быть произведены при обычном давлении. Γ фаза может быть синтезирована при высоких давлениях и температурах и при давлении 35 ГПа.
Α и β-Si3N4 имеют тригональную сингонию (Символ Пирсона hP28, пространственная группа P31c, № 159) и гексагональную (hP14, P63, № 173) структуры соответственно, которые построены по углам обмена тетраэдров Si3N4. Их можно рассматривать как структуры, состоящие из слоёв кремния и атомов азота в последовательности ABAB … или АВСВАВСВ … в β-Si3N4 и α-Si3N4 соответственно. Слой AB повторяется и в α, и в β фазах, а CD с АВ на плоскости скольжения только в α фазе. Тетраэдры в Si3N4 в β форме соединены между собой таким образом, что тоннели формируются параллельно оси элементарной ячейки. В связи с плоскостью скольжения, которая находится с AB до CD, α структура содержит пустоты вместо тоннелей. Кубическая γ-Si3N4 форма часто называется «с-модификацией» в литературе, по аналогии с кубической модификацией нитрида бора (с-BN). Γ-форма нитрида кремния имеет структуру шпинели, в которой каждые два атома кремния соединяются с шестью атомами азота, образуя октаэдр, и один атом кремния соединяет четыре атома азота, образуя тетраэдр.
Более длинная последовательность укладки приводит к получению α-фазы с более высокой твёрдостью, по сравнению с β-фазой. Тем не менее, α-фаза химически неустойчива по сравнению с β-фазой. При высоких температурах, будучи нагретой до жидкой фазы, α-фаза переходит в β-фазу. Таким образом, β-Si3N4 является основной формой, используемой в керамическом деле.
Свойства α и β-Si3N4 форм:
- Для α-Si3N4: а=0,7765 нм, с=0,5622 нм, пространственная группа P31c;
- Для β-Si3N4: а=0,7606 нм, с=0,2909 нм, пространственная группа P63/m.
- α-Si3N4 превращается в β-форму при температуре выше 1400 °C.

β-Si3N4 стабилен до 1600 °C; не плавится.
Свойства α-Si3N4:
- Интенсивно возгоняется с разложением выше 1600 °C
- Плотность: 3,192 г/см³,
- С°p: 93,01 Дж/(моль·К),
- ΔH°обр: 787,8 кДж/моль,
- S°298: 66,07 Дж/(моль·К),
- Теплопроводность:
  - 62,8 Вт/(м·К) при 300 К;
  - 20,0 Вт/(м·К) при 1573 К,
- Температурный коэффициент линейного расширения: 3,4⋅10−6 К−1,
- Температура Дебая: 1140 К,
- Ширина запрещённой зоны: 4,0 эВ,
- Диэлектрическая проницаемость: 6,3-7,1,
- Тангенс угла диэлектрических потерь: (5,3-9,7)⋅10−3,
- Твёрдость по Виккерсу (нагрузка 100 г):
  - 45,3 ГПа (α-структура);
  - 34,8-35,8 ГПа (β-структура),
- Модуль упругости: 298 ГПа.

## Использование

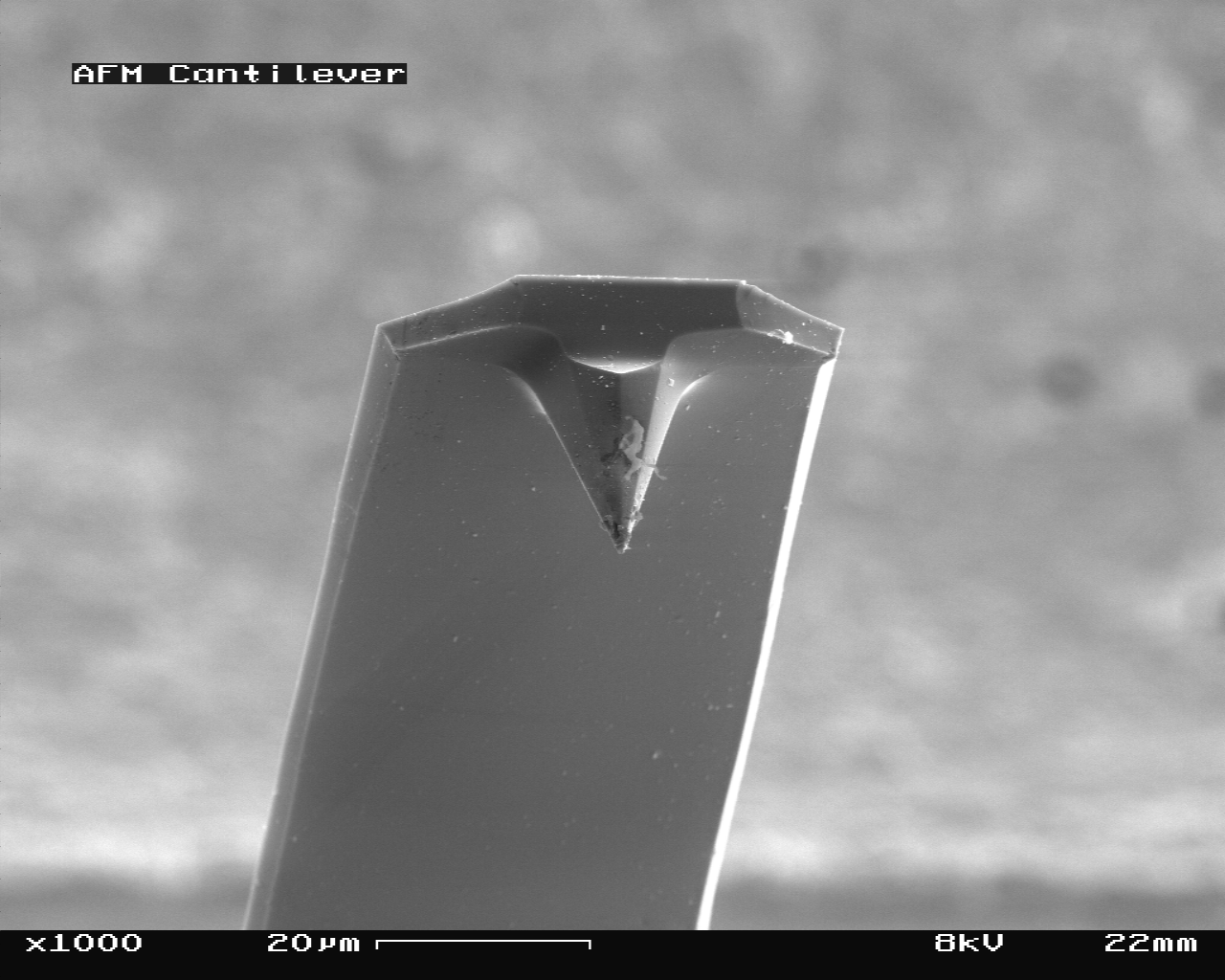
Кантилевер из Si_{3}N_{4} используется в атомных силовых микроскопах

### При создании деталей

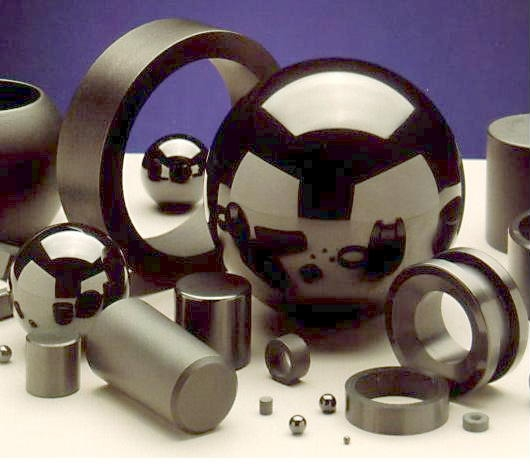
Изделия (в том числе и подшипники) из нитрида кремния

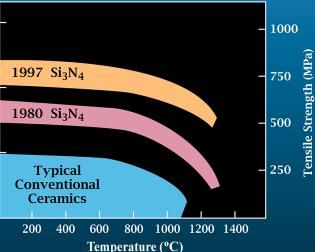
График, показывающий преимущества над другими керамическими изделиями

Нитрид кремния в основном используется в структурах, где нужна высокая прочность и устойчивость к высоким температурам.
Применяют для изготовления тиглей, элементов насосов, трубопроводов, сопел газовых горелок, блочных носителей катализаторов, обтекателей головных частей летательных аппаратов, радиопрозрачных окон, как абразивный и изоляционный материал.
Используется, например, при создании деталей теплового тракта газотурбинных двигателей и самих газовых турбин, деталей двигателя автомобиля, подшипников, металлообработки, широко применяют в производстве керамики, режущего инструмента, производстве огнеупоров и т. д. Огнеупоры с нитридом кремния обладают высокой термостойкостью и прочностью. Применяют как составную часть теплозащитных абляционных материалов, огнеупорных карбидокремниевых материалов, для термостойких огнеупорных материалов, для металлопроводников, устройств разливки и дозировки цветных металлов.

### Применение в электронике
Нитрид кремния наряду с оксидом и оксинитридом кремния является ключевым материалом в кремниевых электронных приборах.
Тонкие плёнки нитрида кремния чаще всего являются изолирующим слоем в кремниевой электронике; кантилевер из нитрида кремния является зондирующей частью атомного силового микроскопа.
Также нитрид кремния часто используют как изолятор и химический барьер при производстве интегральных микросхем.
Нитрид кремния широко используется в приборах флеш-памяти в качестве запоминающей среды.

### Применение в строительстве
Может использоваться в качестве фибры в фибробетоне (аналогично базальтовому волокну).

## Получение
Прямое азотирование:
{\displaystyle {\mathsf {3Si+2N_{2}\ {\xrightarrow {1200-1500^{o}C}}\ Si_{3}N_{4}}}}
Термоуглеродное азотирование:
{\displaystyle {\mathsf {3SiO_{2}+6C+2N_{2}\rightarrow Si_{3}N_{4}+6CO\!\uparrow }}}
Пропускание силана в аммиаке даёт в результате нитрид кремния и водород:
{\displaystyle {\mathsf {3SiH_{4}+4NH_{3}\rightarrow Si_{3}N_{4}+12H_{2}\!\uparrow }}}
Пропускание дихлорида-дигидрида кремния в аммиаке даёт нитрид кремния, хлороводород и водород:
{\displaystyle {\mathsf {3SiCl_{2}H_{2}+4NH_{3}\rightarrow Si_{3}N_{4}+6HCl+6H_{2}\!\uparrow }}}
Химическое осаждение из парогазовой фазы (англ. Chemical vapour deposition, CVD):
{\displaystyle {\mathsf {3SiH_{4}+4NH_{3}\rightarrow Si_{3}N_{4}+12H_{2}\!\uparrow }}}
Добавив к сульфиду кремния аммиак получим на выходе нитрид кремния, чистый водород и серу:
{\displaystyle {\mathsf {3SiS_{2}+4NH_{3}\ {\xrightarrow {1200-1450^{o}C}}\ Si_{3}N_{4}+6H_{2}\!\uparrow +6S}}}
Добавив к хлориду кремния(IV) аммиак, пропуская в токе аргона, получим на выходе нитрид кремния и хлорид аммония:
{\displaystyle {\mathsf {3SiCl_{4}+16NH_{3}\ {\xrightarrow {t>400^{o}C}}\ Si_{3}N_{4}+12NH_{4}Cl}}}
Также можно получить, проделав всего две реакции:
1. {\displaystyle {\mathsf {SiCl_{4}+8NH_{3}\ {\xrightarrow {-50^{o}C}}\ Si(NH_{2})_{4}+4NH_{4}Cl}}} – реакция протекает в жидком аммиаке
2. {\displaystyle {\mathsf {3Si(NH_{2})_{4}\ {\xrightarrow {t}}\ Si_{3}N_{4}+8NH_{3}\!\uparrow }}} – термическое разложение тетраамида кремния

## История вещества
Нитрид кремния был впервые получен в 1857 году Анри Сент-Клер Девилем и Фридрихом Вёлером, но его активное промышленное производство началось только с 1950-х. В природе Si3N4 был найден в 1990-х годах как крошечное включение в метеоритах, и был назван после ниритом в честь американского физика Альфреда Нира.